# Campton, New Hampshire
Campton är en kommun (town) i Grafton County i delstaten New Hampshire, USA med 3 333 invånare (2010). 